# Chelidonichthys lucerna
Grondin perlon, Gallinette, Trigle hirondelle, Tombe
Espèce
Synonymes
- Trigla lucerna Linnaeus, 1758
- Trigla hirundo Linnaeus, 1758

Le grondin perlon, Chelidonichthys lucerna (ou lucernus selon les classifications - non admis par WoRMS), aussi appelé trigle hirondelle et galline ou gallinette dans le Sud de la France est une espèce de poissons téléostéens de la famille des Triglidae. Comme d'autres espèces, il est appelé "grondin" en raison des bruits ventraux qu'il produit, et qui ressemblent à des grondements.
Le grondin perlon de plus de 1 kg est souvent appelé tombe. On le trouve principalement dans l'est de l'océan Atlantique. Il est exploité par l'Homme comme poisson de consommation en raison de son goût et de sa polyvalence culinaire.

## Habitat
Le grondin perlon affectionne les fonds sableux ou vaseux, mais ne rechigne pas devant un fond rocheux, en raison des nombreux lançons, blennies, jeunes congres... qui l'habitent.
On retrouve ce poisson à l'est de l'océan Atlantique, de la Norvège, longeant les côtes européennes et africaines, jusqu'au Ghana. On le rencontre également dans toute la mer Méditerranée et la mer Noire. Bien qu'il soit absent de Madère et des Açores, il est présent autour des îles Canaries.

## Pêche
Le grondin perlon est souvent pêché à l'appât naturel, mais il est déjà arrivé qu'il morde une cuillère dandinée très près du fond. Sa pêche n'est pas vraiment sportive, en raison de sa taille d'une trentaine de centimètres, mais des spécimens de 70 centimètres ont déjà été capturés.

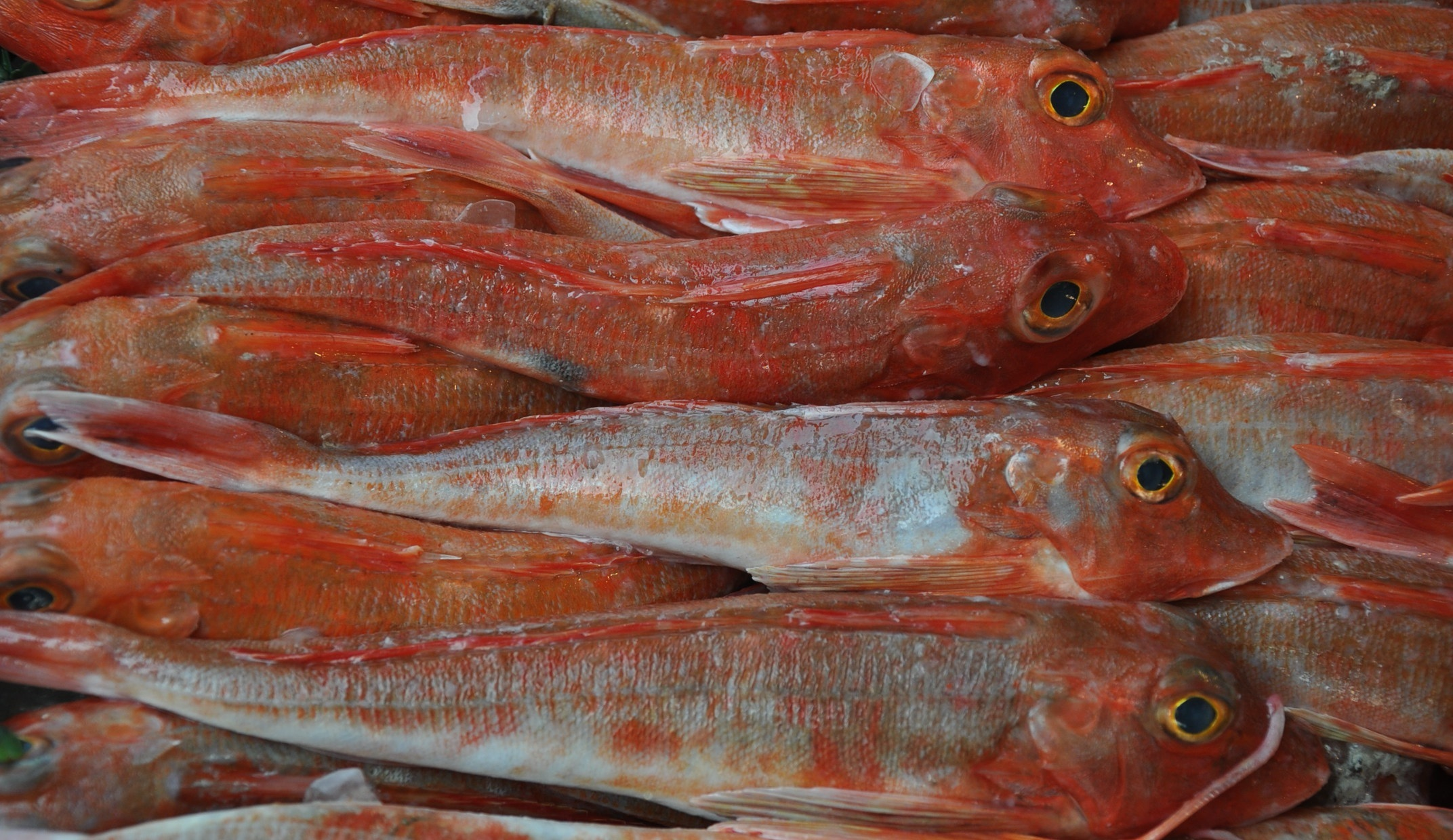
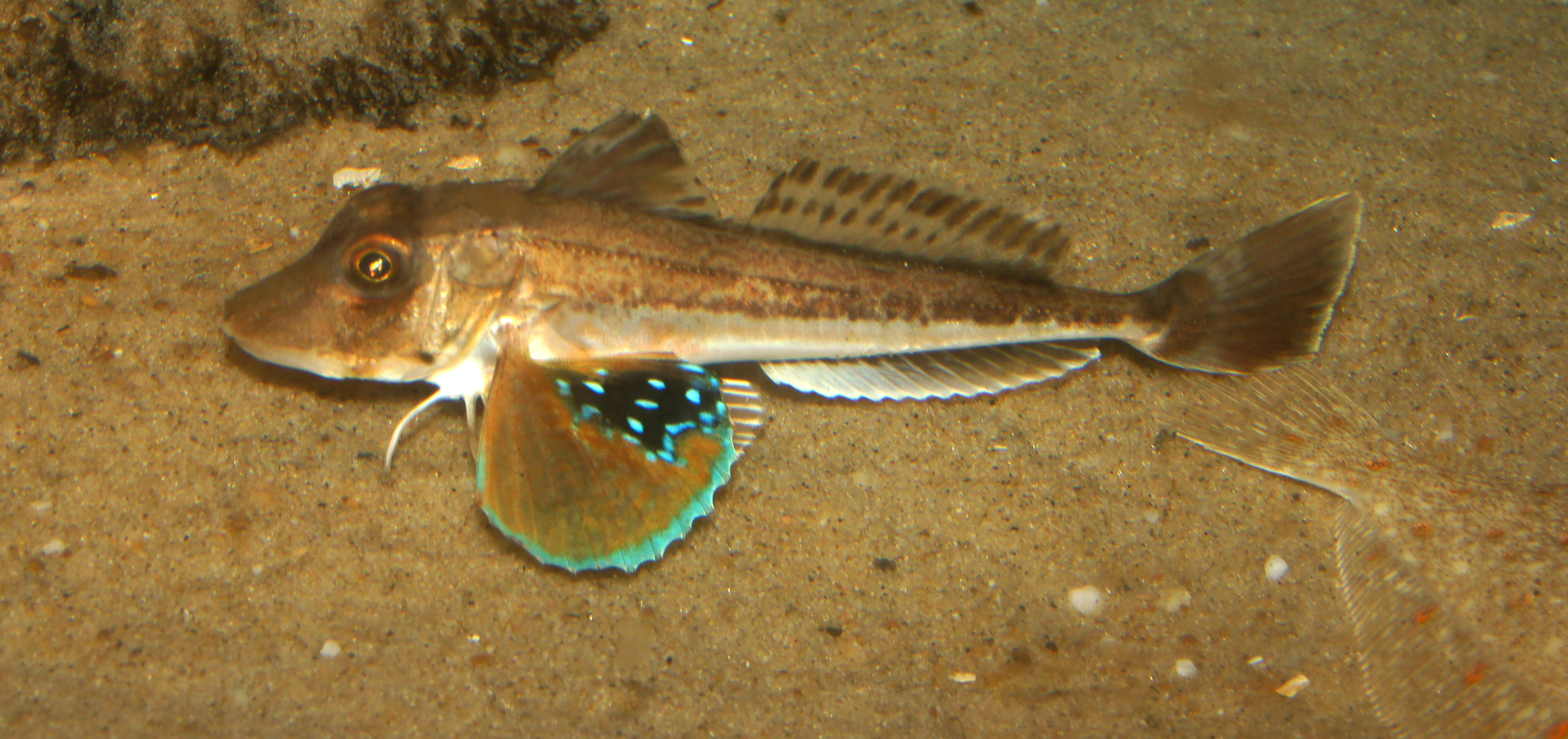